# Alice Berend

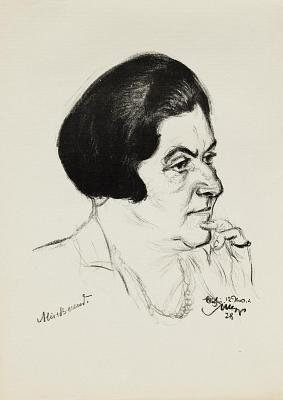
Alice Berend (porträtiert von Emil Stumpp, 1928)

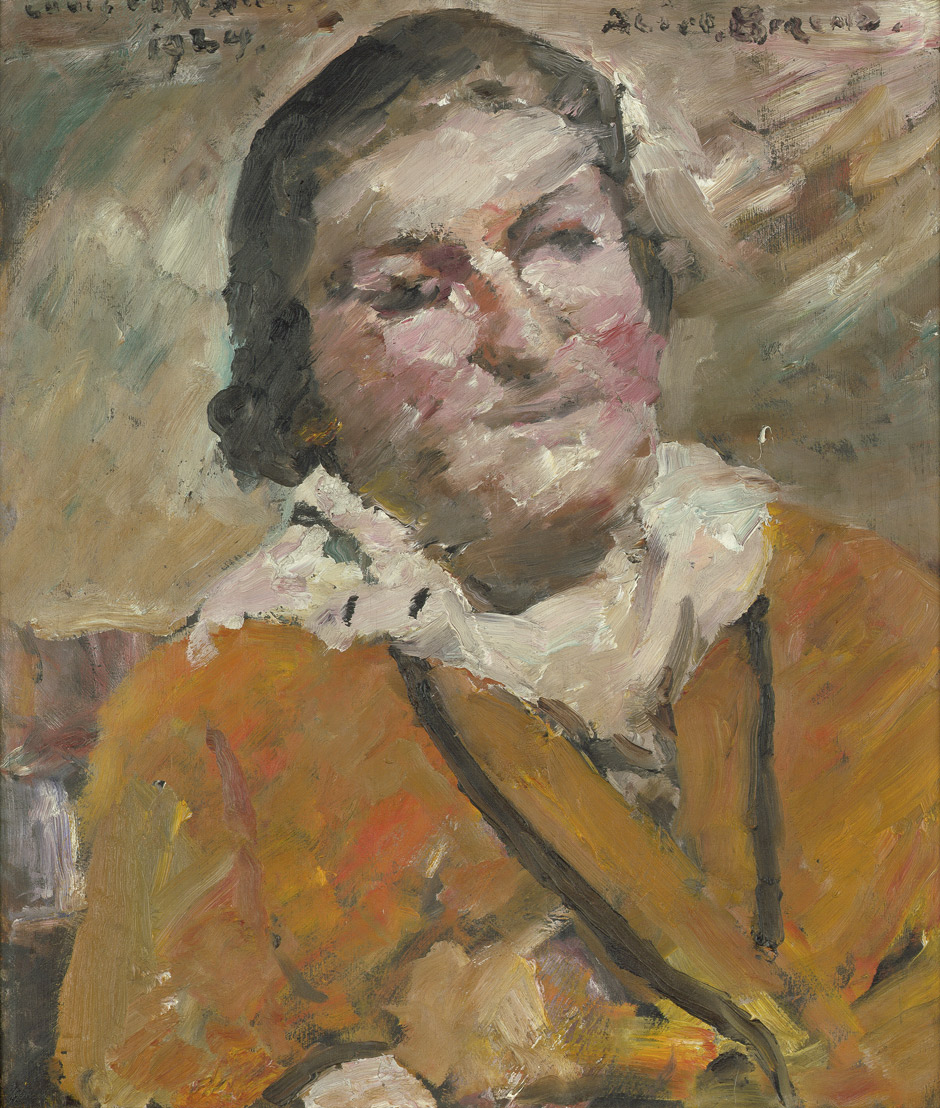
Alice Berend (porträtiert von ihrem Schwager Lovis Corinth, 1924)

Alice Berend (* 30. Juni 1875 in Berlin; † 2. April 1938 in Florenz) war eine deutsche Schriftstellerin.

## Leben
Alice Berend war die Tochter eines Fabrikanten und einer Bankierstochter, ihre jüngere Schwester war die Malerin Charlotte Berend-Corinth. Sie besuchte das Gymnasium und schrieb dann ab 1898 Beiträge für verschiedene Zeitungen. Im Jahre 1904 heiratete sie in London John Jönsson, einen schwedischen Schriftsteller. Beide wohnten zunächst in Berlin-Tiergarten, in den Jahren vor dem Ersten Weltkrieg in Florenz und danach in Berlin-Zehlendorf, München und Oberstdorf. In München befreundete sie sich mit Carl Schmitt und veröffentlichte angeregt von dieser Freundschaft den Roman Der Glückspilz, der von einem weltfremden Professor und Käferforscher namens Martin Böckelmann handelt und in Form eines Schlüsselromans als Porträt Schmitts gelesen werden kann.

### Konstanz
Zwischen 1920 und 1924 hatte sie ihren Wohnsitz in Konstanz. Zunächst in der Gottlieber Straße, dann ließ sie sich durch das Büro Ganter & Picard in der Eichhornstraße in Konstanz eine Villa im Landhausstil bauen, die „Schreiberhäusle“ genannt wurde. Sie traf sich gesellschaftlich mit den Künstlern Kasia von Szadurska, Karl Einhart, Waldemar Flaig, Fritz Mauthner, Harriet Straub, dem Höri-Künstler Willi Münch-Khe sowie Wilhelm von Scholz. Sie ließ sich schließlich von Jönsson scheiden und heiratete 1926 in London den Konstanzer Maler Hans Breinlinger.

### Berlin
Mit Breinlinger zog sie nach Berlin und baute dort 1930/31 in Zehlendorf. Im Jahr 1933 wurden ihre Werke von den Nationalsozialisten auf die „Liste des schädlichen und unerwünschten Schrifttums“ gesetzt. Im gleichen Jahr ließen sich Breinlinger und Berend scheiden.

### Emigration
Im Jahr 1935 emigrierte sie mit ihrer fünfundzwanzigjährigen Tochter Carlotta nach Florenz. Ihre letzten beiden Werke konnten nur noch im Ausland erscheinen. Alice Berend war evangelisch getauft, galt aber nach den NS-Rassegesetzen als Jüdin, auch wenn ihr diese Religion wahrscheinlich nie etwas bedeutet hat. Beide Ehemänner waren Christen, sie ließ ihre Kinder christlich taufen und konvertierte zwei Jahre vor ihrem Tod noch zum Katholizismus. Im Frühjahr 1938 starb sie nach langer Krankheit verarmt und vergessen. Bei ihrer Beerdigung waren nur der Pfarrer und die Tochter aus erster Ehe zugegen.

## Bekannte Romane
Berend schrieb seit etwa 1910 eine Reihe von humoristischen bis realistischen Romanen, die häufig im Berliner Bürgertum angesiedelt waren, sowie Kinderbücher. Ihre Personenbeschreibungen brachten ihr den Ruf einer „kleinen Fontane“ ein. Ihr erfolgreichstes Werk war Die Bräutigame der Babette Bomberling (1915), bekannt sind auch Die Reise des Herrn Sebastian Wenzel (1912), Frau Hempels Tochter (1913) und Spreemann & Co. (1916). Ihre Romane erschienen meist im Fischer-Verlag.
Die Bodenseeregion war Hintergrund ihrer Romane Die goldene Traube (1927) und Der Kapitän vom Bodensee (1932).
An ihrem letzten Werk hat sie bis zum Tode gearbeitet; ursprünglich von der Autorin vorgesehener Titel war Naturgeschichte des Spießbürgers. Es wurde unter dem Titel Die gute alte Zeit: Bürger und Spießbürger im 19. Jahrhundert erstmals 1962 veröffentlicht.
Wahrscheinlich ist es dem Arbeitsverbot durch die Nationalsozialisten in Verbindung mit ihrem frühen Tod geschuldet, dass Alice Berend nach dem Zweiten Weltkrieg selbst Literaturwissenschaftlern kaum noch ein Begriff war und ist. Nur wenige ihrer Werke wurden wieder verlegt.

## Gedenken
In Berlin-Moabit erinnert seit 1999 eine Straße an sie, in Konstanz das renovierte Schreiberhäusle in der Eichhornstraße 22.

## Werke (Auswahl)
- Die Reise des Herrn Sebastian Wenzel (1912). Neuausgabe, tredition, Hamburg 2011, ISBN 978-3-8424-0347-5.
- Frau Hempels Tochter (1913). Neuausgabe, Goldmann, München 1955; mit einem Nachwort von Arnt Cobbers, Jaron Verlag, Berlin 2022, ISBN 978-3-89773-970-3
- Die Bräutigame der Babette Bomberling (1915, 1922 eine von Karl Arnold illustrierte Ausgabe bei S. Fischer in Berlin). Neuausgabe, hrsg. und mit einem Nachw. von Britta Jürgs, Aviva Verlag, Berlin 1998, ISBN 978-3-932338-51-9.
- Spreemann & Co. (1916). Neuausgabe, S. Fischer, Frankfurt/Main 1976. ISBN 3-10-506801-5; mit einem Nachwort von Arnt Cobbers, Jaron Verlag, Berlin 2022, ISBN 978-3-89773-974-1
- Die zu Kittelsrode (1917)
- Matthias Senfs Verlöbnis (1918)
- Der Glückspilz (1919)
- Einfache Herzen (1919)
- Jungfer Binchen und die Junggesellen (1920)
- Muhme Rehlen (1921)
- Bruders Bekenntnis (1922)
- Dore Brandt (1909 und 1922). Neuausgabe mit einem Nachw. von Britta Jürgs. Aviva Verlag, Grambin u. a. 2000, ISBN 3-932338-11-1.
- Der Floh und der Geiger (1923)
- Betrachtungen eines Spießbürgers (1924)
- Kleine Umwege (1924)
- Der Schlangenmensch (1925)
- Die Geschichte der Arche Noah (1925)
- Das verbrannte Bett (1926). Neuausgabe, tredition, Hamburg 2011, ISBN 978-3-8424-0346-8.
- Fräulein Betty, die Witwe (1926)
- Die goldene Traube (1927)
- Der Herr Direktor (1928). Neuausgabe mit einem Nachw. von Britta Jürgs. Aviva Verlag, Grambin u. a. 1999. ISBN 3-932338-07-3.
- Die kleine Perle (1929)
- Herr Fünf (1930)
- Das Gastspiel (1931)
- Der Kapitän vom Bodensee (1932)
- Ein Hundeleben: Die Lebensgeschichte eines Dobermanns von ihm selbst erzählt (1935)
- Spiessbürger (1938)
- Die gute alte Zeit: Bürger und Spießbürger im 19. Jahrhundert (posthum, 1962). Neuausgabe, tredition, Hamburg 2011, ISBN 978-3-8424-1822-6.